# Torneo de Promoción y Reserva de 2015
El Torneo de Promoción y Reserva de fútbol del Perú 2015 fue la sexta edición de este torneo. Se inició el viernes 6 de febrero y finalizó el 29 de noviembre. Esta edición se jugó en paralelo al Torneo del Inca 2015 y al Campeonato Descentralizado 2015.
Participan en él los 17 clubes que integran la Primera División Peruana
Para el Campeonato 2015, se organizará dos torneos, ellos son: Torneo del Inca y Torneo Descentralizado.
El Melgar al ser el equipo con el mayor puntaje en la tabla acumulada será el representante de Perú para la Copa Libertadores Sub-20 de 2016

## Sistema del campeonato
Torneo del Inca
- Se forman tres grupos de manera idéntica al Torneo Inca de Primera.
- Los grupos jugarán sistema de todos contra todos, en 10 fechas.
- A la culminación de las 10 fechas se elaborará una tabla de posiciones, tomándose en cuenta el coeficiente por partidos jugados, determinándose ganador al primero de dicha tabla.
- El ganador del torneo, recibirá 1 punto que se asignará al equipo de primera en la tabla acumulada.

Torneo Descentralizado
- Constará de 2 ruedas ida y vuelta en el sistema de todos contra todos.
- Concluida la 34 fechas, se establecerá la tabla de posiciones, determinándose como ganador al primero de dicha tabla.
- El ganador del torneo, recibirá un punto que se asignará al equipo de primera en la tabla acumulada.

## Equipos participantes
| Club                | Ciudad                             | Entrenador | Estadio                  | Aforo  |
| ------------------- | ---------------------------------- | --- | ------------------------ | ------ |
| Alianza Atlético    | Sullana                            | David Sandoval | Campeones del 36         | 12 000 |
| Alianza Lima        | Archivo:Bandera de Lima.svg Lima   | Roberto Holsen | Alejandro Villanueva     | 35 000 |
| Ayacucho FC         | Ayacucho                           | Nolberto Tullo | Ciudad de Cumaná         | 15 000 |
| Cienciano           | Cusco                              | Sergio Ibarra | Municipal de Urcos       | 10 000 |
| Deportivo Municipal | Archivo:Bandera de Lima.svg Lima   | Fabricio Sierra (enlace roto disponible en Internet Archive; véase el historial, la primera versión y la última). | Iván Elías Moreno        | 12 000 |
| Melgar              | Arequipa                           | Gerardo Calero | Monumental UNSA          | 60 000 |
| Juan Aurich         | Chiclayo                           | Daniel Valderrama                                                                                                 | Estadio Elías Aguirre    | 23 500 |
| León de Huánuco     | Huánuco                            | Carlos Cumapa | Heraclio Tapia           | 25 000 |
| Real Garcilaso      | Cusco                              | Facundo Acevedo                                                                                                   | Municipal de Urcos       | 10 000 |
| Sport Huancayo      | Huancayo                           | Abilio Meneses | Huancayo                 | 20 000 |
| Sport Loreto        | Pucallpa                           | Jovino Reátegui                                                                                                   | Aliardo Soria            | 25 000 |
| Sporting Cristal    | Archivo:Bandera de Lima.svg Lima   | Pablo Zegarra | Alberto Gallardo         | 18 000 |
| Unión Comercio      | Moyobamba                          | Raymundo Paz | Regional IPD             | 6000   |
| César Vallejo       | Trujillo                           | Marcelo Asteggiano                                                                                                | Mansiche                 | 25 000 |
| San Martín          | Archivo:Bandera de Lima.svg Callao | José Espinoza | Miguel Grau              | 18 000 |
| UTC                 | Cajamarca                          | José Salas | Héroes de San Ramón      | 12 000 |
| Universitario       | Archivo:Bandera de Lima.svg Lima   | Carlos Silvestri                                                                                                  | Monumenta Lolo Fernández | 80 093 |

## Torneo del Inca Reservas

### Grupo A
|    | Equipo                           | PJ | G | E | P | GF | GC | Dif | Pts |
| -- | -------------------------------- | -- | - | - | - | -- | -- | --- | --- |
| 1º | Melgar                           | 10 | 7 | 2 | 1 | 19 | 9  | +10 | 23  |
| 2º | Sporting Cristal                 | 10 | 5 | 3 | 2 | 24 | 13 | +11 | 18  |
| 3º | Cienciano                        | 10 | 5 | 0 | 5 | 18 | 16 | +2  | 15  |
| 4º | Universidad San Martín de Porres | 10 | 3 | 2 | 5 | 13 | 18 | -5  | 11  |
| 5º | Municipal                        | 10 | 3 | 1 | 6 | 18 | 21 | -3  | 10  |
| 6º | Juan Aurich                      | 10 | 2 | 2 | 6 | 9  | 24 | -15 | 8   |

|                                  | CIE | MEL | JA  | DM  | SC  | USMP |
| -------------------------------- | --- | --- | --- | --- | --- | ---- |
| Cienciano                        |     | 2-3 | 3-0 | 3-0 | 2-0 | 1-0  |
| Melgar                           | 2-1 |     | 3-0 | 3-0 | 0-0 | 1-0  |
| Juan Aurich                      | 3-0 | 3-2 |     | 0-3 | 2-2 | 0-0  |
| Municipal                        | 1-2 | 1-1 | 4-1 |     | 3-4 | 2-3  |
| Sporting Cristal                 | 2-1 | 1-3 | 7-0 | 2-1 |     | 5-0  |
| Universidad San Martín de Porres | 5-3 | 1-2 | 1-0 | 2-3 | 1-1 |      |

### Grupo B
|    | Equipo                    | PJ | G | E | P | GF | GC | Dif | Pts |
| -- | ------------------------- | -- | - | - | - | -- | -- | --- | --- |
| 1º | Universitario             | 10 | 7 | 2 | 1 | 28 | 10 | +18 | 23  |
| 2º | UTC                       | 10 | 5 | 1 | 4 | 21 | 17 | +4  | 16  |
| 3º | León de Huánuco           | 10 | 4 | 3 | 3 | 16 | 13 | +3  | 15  |
| 4º | Universidad César Vallejo | 10 | 3 | 3 | 4 | 19 | 16 | +3  | 12  |
| 5º | Alianza Atlético          | 10 | 2 | 4 | 4 | 14 | 23 | -9  | 10  |
| 6º | Real Garcilaso            | 10 | 1 | 3 | 6 | 13 | 32 | -19 | 6   |

|                           | AA  | LEO | RG  | UCV | U   | UTC |
| ------------------------- | --- | --- | --- | --- | --- | --- |
| Alianza Atlético          |     | 3-2 | 2-0 | 3-3 | 3-3 | 0-3 |
| León                      | 2-2 |     | 3-2 | 1-0 | 1-1 | 1-0 |
| Real Garcilaso            | 3-0 | 3-3 |     | 2-2 | 0-5 | 2-2 |
| Universidad César Vallejo | 0-0 | 0-3 | 5-0 |     | 2-0 | 5-2 |
| Universitario             | 4-1 | 1-0 | 6-0 | 2-0 |     | 4-3 |
| UTC                       | 3-0 | 1-0 | 4-1 | 3-2 | 0-2 |     |

### Grupo C
|    | Equipo         | PJ | G | E | P | GF | GC | Dif | Pts |
| -- | -------------- | -- | - | - | - | -- | -- | --- | --- |
| 1º | Sport Loreto   | 8  | 4 | 2 | 2 | 13 | 10 | +3  | 14  |
| 2º | Alianza Lima   | 8  | 4 | 1 | 3 | 10 | 6  | +4  | 13  |
| 3º | Sport Huancayo | 8  | 4 | 1 | 3 | 8  | 8  | 0   | 13  |
| 4º | Ayacucho FC    | 8  | 2 | 2 | 4 | 10 | 13 | -3  | 8   |
| 5º | Unión Comercio | 8  | 2 | 2 | 4 | 8  | 12 | -4  | 8   |

|                | AL  | AYA | SHU | SL  | UC  |
| -------------- | --- | --- | --- | --- | --- |
| Alianza Lima   |     | 3-0 | 1-0 | 1-0 | 2-0 |
| Ayacucho FC    | 2-1 |     | 1-2 | 3-1 | 0-0 |
| Sport Huancayo | 1-0 | 2-1 |     | 0-0 | 3-1 |
| Sport Loreto   | 2-2 | 2-1 | 3-0 |     | 3-2 |
| Unión Comercio | 1-0 | 2-2 | 1-0 | 1-2 |     |

### Tabla acumulada
|  | Pos. | Equipo           |  | PJ | PG | PE | PP | GF | GC | Dif. | Pts. | Prom. |
|  | ---- | ---------------- |  | -- | -- | -- | -- | -- | -- | ---- | ---- | ----- |
|  | 1º   | Universitario    |  | 10 | 7  | 2  | 1  | 28 | 10 | +18  | 23   | 2.30  |
|  | 2º   | Melgar           |  | 10 | 7  | 2  | 1  | 19 | 9  | +10  | 23   | 2.30  |
|  | 3º   | Sporting Cristal |  | 10 | 5  | 3  | 2  | 24 | 13 | +11  | 18   | 1.80  |
|  | 4º   | Sport Loreto     |  | 8  | 4  | 2  | 2  | 13 | 10 | +3   | 14   | 1.75  |
|  | 5º   | Alianza Lima     |  | 8  | 4  | 1  | 3  | 10 | 6  | +4   | 13   | 1.63  |
|  | 6º   | Sport Huancayo   |  | 8  | 4  | 1  | 3  | 8  | 8  | 0    | 13   | 1.63  |
|  | 7º   | UTC              |  | 10 | 5  | 1  | 4  | 21 | 17 | +4   | 16   | 1.60  |
|  | 8º   | León de Huánuco  |  | 10 | 4  | 3  | 3  | 16 | 13 | +3   | 15   | 1.50  |
|  | 9º   | Cienciano        |  | 10 | 5  | 0  | 5  | 18 | 16 | +2   | 15   | 1.50  |
|  | 10º  | César Vallejo    |  | 10 | 3  | 3  | 4  | 19 | 16 | +3   | 12   | 1.20  |
|  | 11º  | San Martín       |  | 10 | 3  | 2  | 5  | 13 | 18 | -5   | 11   | 1.10  |
|  | 12º  | Municipal        |  | 10 | 3  | 1  | 6  | 18 | 21 | -3   | 10   | 1.00  |
|  | 13º  | Alianza Atlético |  | 10 | 2  | 4  | 4  | 14 | 23 | -9   | 10   | 1.00  |
|  | 14º  | Ayacucho FC      |  | 8  | 2  | 2  | 4  | 10 | 13 | -3   | 8    | 1.00  |
|  | 15º  | Unión Comercio   |  | 8  | 2  | 2  | 4  | 8  | 12 | -4   | 8    | 1.00  |
|  | 16º  | Juan Aurich      |  | 10 | 2  | 2  | 6  | 9  | 24 | -15  | 8    | 0.80  |
|  | 17º  | Real Garcilaso   |  | 10 | 1  | 3  | 6  | 13 | 32 | -19  | 6    | 0.60  |

|  | Campeón. Le otorgará un (1) punto adicional al equipo principal en el Campeonato Descentralizado 2015. |

* Universitario y Melgar igualaron en promedio, sin embargo por diferencia de gol, Universitario fue el campeón y Melgar el subcampeón.
|                                                           |
| Campeón                                                   |
| Universitario 2.do título Torneo de Promoción y Reserva-I |

## Torneo Descentralizado de Reservas

### Torneo Apertura
| Pos. | Equipo              |            | PJ | PG | PE | PP | GF | GC | Dif. | Pts. |
| ---- | ------------------- | ---------- | -- | -- | -- | -- | -- | -- | ---- | ---- |
| 1º   | Melgar              | Se mantuvo | 16 | 12 | 1  | 3  | 38 | 14 | +24  | 37   |
| 2º   | Unión Comercio      | Se mantuvo | 16 | 12 | 1  | 3  | 34 | 19 | +15  | 37   |
| 3º   | Deportivo Municipal | Se mantuvo | 16 | 9  | 3  | 4  | 26 | 14 | +12  | 30   |
| 4º   | Universitario       | Se mantuvo | 16 | 9  | 2  | 5  | 17 | 11 | +6   | 29   |
| 5º   | Real Garcilaso      | Se mantuvo | 16 | 8  | 1  | 7  | 28 | 22 | +6   | 25   |
| 6º   | San Martín          | Se mantuvo | 16 | 5  | 7  | 4  | 16 | 18 | -2   | 22   |
| 7º   | Alianza Lima        | Se mantuvo | 16 | 5  | 6  | 5  | 18 | 17 | +1   | 21   |
| 8º   | Sporting Cristal    | Se mantuvo | 16 | 7  | 3  | 6  | 22 | 22 | 0    | 21   |
| 9º   | Sport Huancayo      | Se mantuvo | 16 | 6  | 3  | 7  | 24 | 26 | -2   | 21   |
| 10º  | Ayacucho FC         | Se mantuvo | 16 | 6  | 2  | 8  | 26 | 15 | +11  | 20   |
| 11º  | Juan Aurich         | Se mantuvo | 16 | 5  | 4  | 7  | 25 | 25 | 0    | 19   |
| 12º  | Cienciano           | Se mantuvo | 16 | 4  | 7  | 5  | 20 | 23 | -3   | 19   |
| 13º  | Sport Loreto        | Se mantuvo | 16 | 5  | 3  | 8  | 26 | 30 | -4   | 18   |
| 14º  | UTC                 | Se mantuvo | 16 | 5  | 1  | 9  | 20 | 33 | -13  | 16   |
| 15º  | César Vallejo       | Se mantuvo | 16 | 2  | 7  | 7  | 9  | 22 | -13  | 13   |
| 16º  | León de Huánuco     | Se mantuvo | 16 | 3  | 4  | 9  | 14 | 35 | -21  | 13   |
| 17º  | Alianza Atlético    | Se mantuvo | 16 | 3  | 3  | 10 | 15 | 32 | -17  | 12   |

|  | Le otorgará un (1) puntos adicionales al equipo principal en el Campeonato Descentralizado 2015. |

### Primera vuelta
| Cienciano           | 3 - 0            | León de Huánuco  | Garcilaso de la Vega                             | 1 de mayo        |                  |                  |
| Unión Comercio      | 0 - 1            | Universitario    | Regional IPD                                     | 1 de mayo        |                  |                  |
| UTC                 | 4 - 0            | Real Garcilaso   | Héroes de San Ramón                              | 1 de mayo        |                  |                  |
| Alianza Atlético    | 2 - 2            | Sport Loreto     | Coloso de la Frontera                            | 1 de mayo        |                  |                  |
| Ayacucho FC         | 4 - 0            | Sport Huancayo   | Ciudad de Cumaná                                 | 2 de mayo        |                  |                  |
| Deportivo Municipal | 3 - 1            | César Vallejo    | Archivo:Bandera de Lima.svg Iván Elías Moreno    | 2 de mayo        |                  |                  |
| FBC Melgar          | 4 - 0            | San Martín       | Monumental UNSA                                  | 2 de mayo        |                  |                  |
| Alianza Lima        | 1 - 0            | Juan Aurich      | Archivo:Bandera de Lima.svg Alejandro Villanueva | 3 de mayo        |                  |                  |
| Equipo Libre:       | Sporting Cristal | Sporting Cristal | Sporting Cristal                                 | Sporting Cristal | Sporting Cristal | Sporting Cristal |

| Real Garcilaso   | 1 - 0         | Ayacucho FC         | Garcilaso de la Vega                         | 5 de mayo     |               |               |
| Sporting Cristal | 2 - 1         | Unión Comercio      | Archivo:Bandera de Lima.svg Alberto Gallardo | 5 de mayo     |               |               |
| Sport Loreto     | 5 - 1         | UTC                 | Aliardo Soria                                | 5 de mayo     |               |               |
| Universitario    | 3 - 0         | Alianza Atlético    | Archivo:Bandera de Lima.svg Monumental       | 5 de mayo     |               |               |
| León de Huánuco  | 1 - 4         | FBC Melgar          | Heraclio Tapia                               | 6 de mayo     |               |               |
| Sport Huancayo   | 1 - 1         | Cienciano           | Huancayo                                     | 6 de mayo     |               |               |
| Juan Aurich      | 1 - 2         | Deportivo Municipal | Elías Aguirre                                | 6 de mayo     |               |               |
| San Martín       | 0 - 0         | Alianza Lima        | Miguel Grau                                  | 6 de mayo     |               |               |
| Equipo Libre:    | César Vallejo | César Vallejo       | César Vallejo                                | César Vallejo | César Vallejo | César Vallejo |

| Alianza Atlético    | 0 - 1          | Sporting Cristal | Coloso de la Frontera                            | 8 de mayo      |                |                |
| Ayacucho FC         | 3 - 0          | Sport Loreto     | Ciudad de Cumaná                                 | 9 de mayo      |                |                |
| Deportivo Municipal | 2 - 0          | San Martín       | Archivo:Bandera de Lima.svg Iván Elías Moreno    | 9 de mayo      |                |                |
| César Vallejo       | 1 - 1          | Juan Aurich      | Mansiche                                         | 9 de mayo      |                |                |
| Alianza Lima        | 0 - 0          | León de Huánuco  | Archivo:Bandera de Lima.svg Alejandro Villanueva | 9 de mayo      |                |                |
| Cienciano           | 2 - 2          | Real Garcilaso   | Garcilaso de la Vega                             | 10 de mayo     |                |                |
| FBC Melgar          | 4 - 0          | Sport Huancayo   | Monumental UNSA                                  | 10 de mayo     |                |                |
| UTC                 | 0 - 3          | Universitario    | Héroes de San Ramón                              | 10 de mayo     |                |                |
| Equipo Libre:       | Unión Comercio | Unión Comercio   | Unión Comercio                                   | Unión Comercio | Unión Comercio | Unión Comercio |

| Unión Comercio   | 3 - 0       | Alianza Atlético    | Regional IPD                                 | 12 de mayo  |             |             |
| León de Huánuco  | 0 - 4       | Deportivo Municipal | Heraclio Tapia                               | 12 de mayo  |             |             |
| San Martín       | 1 - 1       | César Vallejo       | Miguel Grau                                  | 12 de mayo  |             |             |
| Sport Huancayo   | 1 - 0       | Alianza Lima        | Huancayo                                     | 13 de mayo  |             |             |
| Real Garcilaso   | 2 - 3       | FBC Melgar          | Garcilaso de la Vega                         | 13 de mayo  |             |             |
| Sporting Cristal | 0 - 3       | UTC                 | Archivo:Bandera de Lima.svg Alberto Gallardo | 13 de mayo  |             |             |
| Sport Loreto     | 2 - 0       | Cienciano           | Aliardo Soria                                | 13 de mayo  |             |             |
| Universitario    | 0 - 1       | Ayacucho FC         | Archivo:Bandera de Lima.svg Monumental       | 13 de mayo  |             |             |
| Equipo Libre:    | Juan Aurich | Juan Aurich         | Juan Aurich                                  | Juan Aurich | Juan Aurich | Juan Aurich |

| Juan Aurich         | 1 - 1            | San Martín       | César Flores Marigorda                           | 15 de mayo       |                  |                  |
| Cienciano           | 1 - 0            | Universitario    | Garcilaso de la Vega                             | 16 de mayo       |                  |                  |
| Deportivo Municipal | 3 - 0            | Sport Huancayo   | Archivo:Bandera de Lima.svg Iván Elías Moreno    | 16 de mayo       |                  |                  |
| César Vallejo       | 0 - 0            | León de Huánuco  | Mansiche                                         | 16 de mayo       |                  |                  |
| Ayacucho FC         | 1 - 2            | Sporting Cristal | Ciudad de Cumaná                                 | 17 de mayo       |                  |                  |
| FBC Melgar          | 2 - 1            | Sport Loreto     | Monumental UNSA                                  | 17 de mayo       |                  |                  |
| UTC                 | 0 - 2            | Unión Comercio   | Héroes de San Ramón                              | 17 de mayo       |                  |                  |
| Alianza Lima        | 1 - 0            | Real Garcilaso   | Archivo:Bandera de Lima.svg Alejandro Villanueva | 17 de mayo       |                  |                  |
| Equipo Libre:       | Alianza Atlético | Alianza Atlético | Alianza Atlético                                 | Alianza Atlético | Alianza Atlético | Alianza Atlético |

| León de Huánuco  | 3 - 3      | Juan Aurich         | Heraclio Tapia                               | 19 de mayo |            |            |
| Sport Huancayo   | 5 - 1      | César Vallejo       | Huancayo                                     | 19 de mayo |            |            |
| Universitario    | 0 - 0      | FBC Melgar          | Archivo:Bandera de Lima.svg Monumental       | 19 de mayo |            |            |
| Alianza Atlético | 2 - 3      | UTC                 | Coloso de la Frontera                        | 20 de mayo |            |            |
| Unión Comercio   | 2 - 1      | Ayacucho FC         | Regional IPD                                 | 20 de mayo |            |            |
| Real Garcilaso   | 3 - 1      | Deportivo Municipal | Garcilaso de la Vega                         | 20 de mayo |            |            |
| Sporting Cristal | 1 - 1      | Cienciano           | Archivo:Bandera de Lima.svg Alberto Gallardo | 20 de mayo |            |            |
| Sport Loreto     | 2 - 2      | Alianza Lima        | Aliardo Soria                                | 20 de mayo |            |            |
| Equipo Libre:    | San Martín | San Martín          | San Martín                                   | San Martín | San Martín | San Martín |

| San Martín          | 0 - 0 | León de Huánuco  | Miguel Grau                                      | 22 de mayo |     |     |
| Ayacucho FC         | 6 - 0 | Alianza Atlético | Ciudad de Cumaná                                 | 23 de mayo |     |     |
| FBC Melgar          | 3 - 1 | Sporting Cristal | Monumental UNSA                                  | 23 de mayo |     |     |
| Cienciano           | 2 - 3 | Unión Comercio   | Garcilaso de la Vega                             | 24 de mayo |     |     |
| César Vallejo       | 1 - 0 | Real Garcilaso   | Mansiche                                         | 24 de mayo |     |     |
| Deportivo Municipal | 2 - 2 | Sport Loreto     | Archivo:Bandera de Lima.svg Iván Elías Moreno    | 24 de mayo |     |     |
| Alianza Lima        | 0 - 1 | Universitario    | Archivo:Bandera de Lima.svg Alejandro Villanueva | 24 de mayo |     |     |
| Juan Aurich         | 4 - 1 | Sport Huancayo   | César Flores Marigorda                           | 25 de mayo |     |     |
| Equipo Libre:       | UTC   | UTC              | UTC                                              | UTC        | UTC | UTC |

| Copa América |

| Sport Huancayo   | 1 - 1           | San Martín          | Huancayo                                     | 3 de julio      |                 |                 |
| UTC              | 1 - 0           | Ayacucho FC         | Héroes de San Ramón                          | 3 de julio      |                 |                 |
| Alianza Atlético | 1 - 1           | Cienciano           | Coloso de la Frontera                        | 4 de julio      |                 |                 |
| Sport Loreto     | 2 - 0           | César Vallejo       | Aliardo Soria                                | 4 de julio      |                 |                 |
| Universitario    | 1 - 0           | Deportivo Municipal | Archivo:Bandera de Lima.svg Monumental       | 4 de julio      |                 |                 |
| Real Garcilaso   | 3 - 1           | Juan Aurich         | Garcilaso de la Vega                         | 5 de julio      |                 |                 |
| Unión Comercio   | 0 - 3           | FBC Melgar          | Regional IPD                                 | 5 de julio      |                 |                 |
| Sporting Cristal | 2 - 2           | Alianza Lima        | Archivo:Bandera de Lima.svg Estadio Nacional | 5 de julio      |                 |                 |
| Equipo Libre:    | León de Huánuco | León de Huánuco     | León de Huánuco                              | León de Huánuco | León de Huánuco | León de Huánuco |

| San Martín          | 2 - 1       | Real Garcilaso   | Miguel Grau                                      | 10 de julio |             |             |
| Juan Aurich         | 3 - 1       | Sport Loreto     | César Flores Marigorda                           | 11 de julio |             |             |
| Deportivo Municipal | 1 - 1       | Sporting Cristal | Archivo:Bandera de Lima.svg Iván Elías Moreno    | 11 de julio |             |             |
| León de Huánuco     | 0 - 3       | Sport Huancayo   | Heraclio Tapia                                   | 11 de julio |             |             |
| César Vallejo       | 0 - 1       | Universitario    | Mansiche                                         | 11 de julio |             |             |
| Cienciano           | 1 - 0       | UTC              | Garcilaso de la Vega                             | 12 de julio |             |             |
| FBC Melgar          | 3 - 2       | Alianza Atlético | Monumental UNSA                                  | 12 de julio |             |             |
| Alianza Lima        | 0 - 2       | Unión Comercio   | Archivo:Bandera de Lima.svg Alejandro Villanueva | 12 de julio |             |             |
| Equipo Libre:       | Ayacucho FC | Ayacucho FC      | Ayacucho FC                                      | Ayacucho FC | Ayacucho FC | Ayacucho FC |

| Real Garcilaso   | 5 - 0          | León de Huánuco           | Garcilaso de la Vega                         | 14 de julio    |                |                |
| Sporting Cristal | 3 - 0          | Universidad César Vallejo | Archivo:Bandera de Lima.svg Alberto Gallardo | 14 de julio    |                |                |
| Sport Loreto     | 1 - 3          | Universidad San Martín    | Aliardo Soria                                | 14 de julio    |                |                |
| Universitario    | 0 - 4          | Juan Aurich               | Archivo:Bandera de Lima.svg Monumental       | 14 de julio    |                |                |
| Unión Comercio   | 3 - 2          | Deportivo Municipal       | Regional IPD                                 | 15 de julio    |                |                |
| UTC              | 1 - 0          | FBC Melgar                | Héroes de San Ramón                          | 15 de julio    |                |                |
| Ayacucho FC      | 4 - 1          | Cienciano                 | Ciudad de Cumaná                             | 15 de julio    |                |                |
| Alianza Atlético | 3 - 2          | Alianza Lima              | César Flores Marigorda                       | 16 de julio    |                |                |
| Equipo Libre:    | Sport Huancayo | Sport Huancayo            | Sport Huancayo                               | Sport Huancayo | Sport Huancayo | Sport Huancayo |

| Juan Aurich         | 1 - 0     | Sporting Cristal | César Flores Marigorda                           | 17 de julio |           |           |
| Sport Huancayo      | 1 - 2     | Real Garcilaso   | Huancayo                                         | 18 de julio |           |           |
| Deportivo Municipal | 1 - 0     | Alianza Atlético | Archivo:Bandera de Lima.svg Iván Elías Moreno    | 18 de julio |           |           |
| San Martín          | 0 - 0     | Universitario    | Archivo:Bandera de Lima.svg Miguel Grau          | 18 de julio |           |           |
| León de Huánuco     | 0 - 1     | Sport Loreto     | Heraclio Tapia                                   | 19 de julio |           |           |
| FBC Melgar          | 2 - 1     | Ayacucho FC      | Monumental UNSA                                  | 19 de julio |           |           |
| Alianza Lima        | 3 - 0     | UTC              | Archivo:Bandera de Lima.svg Alejandro Villanueva | 19 de julio |           |           |
| César Vallejo       | 1 - 2     | Unión Comercio   | Mansiche                                         | 19 de julio |           |           |
| Equipo Libre:       | Cienciano | Cienciano        | Cienciano                                        | Cienciano   | Cienciano | Cienciano |

| Alianza Atlético | 0 - 0          | César Vallejo       | Coloso de la Frontera                        | 24 de julio    |                |                |
| UTC              | 0 - 2          | Deportivo Municipal | Héroes de San Ramón                          | 24 de julio    |                |                |
| Unión Comercio   | 2 - 0          | Juan Aurich         | Regional IPD                                 | 25 de julio    |                |                |
| Sporting Cristal | 2 - 1          | San Martín          | Archivo:Bandera de Lima.svg Alberto Gallardo | 25 de julio    |                |                |
| Sport Loreto     | 2 - 0          | Sport Huancayo      | Aliardo Soria                                | 25 de julio    |                |                |
| Cienciano        | 1 - 5          | FBC Melgar          | Garcilaso de la Vega                         | 26 de julio    |                |                |
| Ayacucho FC      | 1 - 2          | Alianza Lima        | Ciudad de Cumaná                             | 26 de julio    |                |                |
| Universitario    | 3 - 1          | León de Huánuco     | Archivo:Bandera de Lima.svg Monumental       | 26 de julio    |                |                |
| Equipo Libre:    | Real Garcilaso | Real Garcilaso      | Real Garcilaso                               | Real Garcilaso | Real Garcilaso | Real Garcilaso |

| Real Garcilaso      | 3 - 0      | Sport Loreto     | Garcilaso de la Vega                             | 28 de julio |            |            |
| Deportivo Municipal | 1 - 0      | Ayacucho FC      | Archivo:Bandera de Lima.svg Iván Elías Moreno    | 28 de julio |            |            |
| César Vallejo       | 1 - 1      | UTC              | Mansiche                                         | 28 de julio |            |            |
| San Martín          | 1 - 3      | Unión Comercio   | Miguel Grau                                      | 28 de julio |            |            |
| Sport Huancayo      | 2 - 1      | Universitario    | Huancayo                                         | 29 de julio |            |            |
| León de Huánuco     | 1 - 0      | Sporting Cristal | Heraclio Tapia                                   | 29 de julio |            |            |
| Juan Aurich         | 0 - 1      | Alianza Atlético | César Flores Marigorda                           | 29 de julio |            |            |
| Alianza Lima        | 1 - 1      | Cienciano        | Archivo:Bandera de Lima.svg Alejandro Villanueva | 29 de julio |            |            |
| Equipo Libre:       | FBC Melgar | FBC Melgar       | FBC Melgar                                       | FBC Melgar  | FBC Melgar | FBC Melgar |

| Unión Comercio   | 3 - 2        | León de Huánuco     | Regional IPD                                 | 1 de agosto  |              |              |
| Sporting Cristal | 1 - 2        | Sport Huancayo      | Archivo:Bandera de Lima.svg Alberto Gallardo | 1 de agosto  |              |              |
| FBC Melgar       | 3 - 1        | Alianza Lima        | Monumental UNSA                              | 1 de agosto  |              |              |
| Cienciano        | 0 - 1        | Deportivo Municipal | Garcilaso de la Vega                         | 2 de agosto  |              |              |
| Ayacucho FC      | 0 - 0        | César Vallejo       | Ciudad de Cumaná                             | 2 de agosto  |              |              |
| Universitario    | 0 - 2        | Real Garcilaso      | Archivo:Bandera de Lima.svg Monumental       | 2 de agosto  |              |              |
| Alianza Atlético | 1 - 2        | San Martín          | Coloso de la Frontera                        | 3 de agosto  |              |              |
| UTC              | 4 - 3        | Juan Aurich         | Héroes de San Ramón                          | 3 de agosto  |              |              |
| Equipo Libre:    | Sport Loreto | Sport Loreto        | Sport Loreto                                 | Sport Loreto | Sport Loreto | Sport Loreto |

| Juan Aurich         | 1 - 1        | Ayacucho FC      | César Flores Marigorda                        | 7 de agosto  |              |              |
| San Martín          | 2 - 0        | UTC              | Miguel Grau                                   | 7 de agosto  |              |              |
| Sport Huancayo      | 1 - 1        | Unión Comercio   | Huancayo                                      | 8 de agosto  |              |              |
| Deportivo Municipal | 0 - 1        | FBC Melgar       | Archivo:Bandera de Lima.svg Iván Elías Moreno | 8 de agosto  |              |              |
| César Vallejo       | 1 - 1        | Cienciano        | Mansiche                                      | 8 de agosto  |              |              |
| Real Garcilaso      | 0 - 2        | Sporting Cristal | Garcilaso de la Vega                          | 9 de agosto  |              |              |
| León de Huánuco     | 2 - 1        | Alianza Atlético | Heraclio Tapia                                | 9 de agosto  |              |              |
| Sport Loreto        | 0 - 1        | Universitario    | Aliardo Soria                                 | 9 de agosto  |              |              |
| Equipo Libre:       | Alianza Lima | Alianza Lima     | Alianza Lima                                  | Alianza Lima | Alianza Lima | Alianza Lima |

| Alianza Atlético | 1 - 0         | Sport Huancayo      | Coloso de la Frontera                            | 14 de agosto  |               |               |
| Cienciano        | 3 - 0         | Juan Aurich         | Garcilaso de la Vega                             | 14 de agosto  |               |               |
| Ayacucho FC      | 0 - 1         | San Martín          | Ciudad de Cumaná                                 | 15 de agosto  |               |               |
| Sporting Cristal | 4 - 3         | Sport Loreto        | Archivo:Bandera de Lima.svg Alberto Gallardo     | 15 de agosto  |               |               |
| FBC Melgar       | 0 - 1         | César Vallejo       | Monumental UNSA                                  | 16 de agosto  |               |               |
| Unión Comercio   | 3 - 1         | Real Garcilaso      | Regional IPD                                     | 16 de agosto  |               |               |
| UTC              | 2 - 3         | León de Huánuco     | Héroes de San Ramón                              | 16 de agosto  |               |               |
| Alianza Lima     | 1 - 1         | Deportivo Municipal | Archivo:Bandera de Lima.svg Alejandro Villanueva | 16 de agosto  |               |               |
| Equipo Libre:    | Universitario | Universitario       | Universitario                                    | Universitario | Universitario | Universitario |

| Sport Huancayo  | 6 - 0               | UTC                 | Huancayo                               | 22 de agosto        |                     |                     |
| San Martín      | 1 - 1               | Cienciano           | Miguel Grau                            | 22 de agosto        |                     |                     |
| Real Garcilaso  | 3 - 1               | Alianza Atlético    | Garcilaso de la Vega                   | 23 de agosto        |                     |                     |
| Universitario   | 2 - 0               | Sporting Cristal    | Archivo:Bandera de Lima.svg Monumental | 23 de agosto        |                     |                     |
| Juan Aurich     | 2 - 1               | FBC Melgar          | César Flores Marigorda                 | 23 de agosto        |                     |                     |
| César Vallejo   | 0 - 2               | Alianza Lima        | Mansiche                               | 23 de agosto        |                     |                     |
| Sport Loreto    | 2 - 4               | Unión Comercio      | Aliardo Soria                          | 23 de agosto        |                     |                     |
| León de Huánuco | 1 - 3               | Ayacucho FC         | Heraclio Tapia                         | 24 de agosto        |                     |                     |
| Equipo Libre:   | Deportivo Municipal | Deportivo Municipal | Deportivo Municipal                    | Deportivo Municipal | Deportivo Municipal | Deportivo Municipal |

|                                                     |
| Campeón                                             |
| Melgar 2.do título Torneo de Promoción y Reserva-II |

### Torneo Clausura
| Pos. | Equipo              |            | PJ | PG | PE | PP | GF | GC | Dif. | Pts. |
| ---- | ------------------- | ---------- | -- | -- | -- | -- | -- | -- | ---- | ---- |
| 1º   | San Martín          | Se mantuvo | 16 | 11 | 1  | 4  | 38 | 18 | +20  | 34   |
| 2º   | Sporting Cristal    | Se mantuvo | 16 | 10 | 3  | 3  | 39 | 19 | +20  | 33   |
| 3º   | Sport Huancayo      | Se mantuvo | 16 | 8  | 4  | 4  | 37 | 25 | +12  | 28   |
| 4º   | Unión Comercio      | Se mantuvo | 16 | 8  | 2  | 6  | 39 | 25 | +14  | 26   |
| 5º   | Melgar              | Se mantuvo | 16 | 7  | 5  | 4  | 23 | 12 | +11  | 26   |
| 6º   | Universitario       | Se mantuvo | 16 | 7  | 5  | 4  | 27 | 19 | +8   | 26   |
| 7º   | Deportivo Municipal | Se mantuvo | 16 | 7  | 5  | 4  | 27 | 21 | +6   | 26   |
| 8º   | Juan Aurich         | Se mantuvo | 16 | 7  | 4  | 5  | 29 | 30 | -1   | 25   |
| 9º   | Cienciano           | Se mantuvo | 16 | 7  | 3  | 6  | 23 | 20 | +3   | 24   |
| 10º  | Ayacucho FC         | Se mantuvo | 16 | 6  | 6  | 4  | 27 | 26 | +1   | 24   |
| 11º  | Alianza Atlético    | Se mantuvo | 16 | 5  | 7  | 4  | 28 | 33 | -5   | 22   |
| 12º  | César Vallejo       | Se mantuvo | 16 | 6  | 1  | 9  | 26 | 26 | 0    | 19   |
| 13º  | Alianza Lima        | Se mantuvo | 16 | 4  | 6  | 6  | 19 | 21 | -2   | 18   |
| 14º  | León de Huánuco     | Se mantuvo | 16 | 5  | 2  | 9  | 20 | 39 | -19  | 17   |
| 15º  | Sport Loreto        | Se mantuvo | 16 | 4  | 3  | 9  | 16 | 34 | -18  | 15   |
| 16º  | Real Garcilaso      | Se mantuvo | 16 | 3  | 1  | 12 | 16 | 39 | -23  | 10   |
| 17º  | UTC                 | Se mantuvo | 16 | 1  | 2  | 13 | 9  | 36 | -27  | 5    |

|  | Le otorgará un (1) punto adicionales al equipo principal en la Tabla Acumulada del Campeonato Descentralizado 2015. |

### Segunda vuelta
| Sport Huancayo  | 1 - 1            | Ayacucho FC         | Huancayo                               | 28 de agosto     |                  |                  |
| Juan Aurich     | 1 - 1            | Alianza Lima        | César Flores Marigorda                 | 29 de agosto     |                  |                  |
| San Martín      | 3 - 2            | FBC Melgar          | Miguel Grau                            | 29 de agosto     |                  |                  |
| Sport Loreto    | 0 - 1            | Alianza Atlético    | Aliardo Soria                          | 29 de agosto     |                  |                  |
| César Vallejo   | 1 - 2            | Deportivo Municipal | Mansiche                               | 29 de agosto     |                  |                  |
| Real Garcilaso  | 1 - 0            | UTC                 | Garcilaso de la Vega                   | 30 de agosto     |                  |                  |
| León de Huánuco | 2 - 1            | Cienciano           | Heraclio Tapia                         | 30 de agosto     |                  |                  |
| Universitario   | 2 - 0            | Unión Comercio      | Archivo:Bandera de Lima.svg Monumental | 30 de agosto     |                  |                  |
| Equipo Libre:   | Sporting Cristal | Sporting Cristal    | Sporting Cristal                       | Sporting Cristal | Sporting Cristal | Sporting Cristal |

| Cienciano           | 0 - 2         | Sport Huancayo   | Garcilaso de la Vega                             | 2 de septiembre |               |               |
| Unión Comercio      | 2 - 4         | Sporting Cristal | Regional IPD                                     | 2 de septiembre |               |               |
| UTC                 | 3 - 2         | Sport Loreto     | Héroes de San Ramón                              | 2 de septiembre |               |               |
| Alianza Lima        | 0 - 1         | San Martín       | Archivo:Bandera de Lima.svg Alejandro Villanueva | 2 de septiembre |               |               |
| Ayacucho FC         | 2 - 1         | Real Garcilaso   | Ciudad de Cumaná                                 | 3 de septiembre |               |               |
| Alianza Atlético    | 2 - 2         | Universitario    | Coloso de la Frontera                            | 3 de septiembre |               |               |
| Deportivo Municipal | 1 - 1         | Juan Aurich      | Archivo:Bandera de Lima.svg Iván Elías Moreno    | 3 de septiembre |               |               |
| FBC Melgar          | 1 - 1         | León de Huánuco  | Monumental UNSA                                  | 3 de septiembre |               |               |
| Equipo Libre:       | César Vallejo | César Vallejo    | César Vallejo                                    | César Vallejo   | César Vallejo | César Vallejo |

| Sport Huancayo   | 1 - 1          | FBC Melgar          | Huancayo                                     | 11 de septiembre |                |                |
| León de Huánuco  | 3 - 1          | Alianza Lima        | Heraclio Tapia                               | 12 de septiembre |                |                |
| Sporting Cristal | 2 - 2          | Alianza Atlético    | Archivo:Bandera de Lima.svg Alberto Gallardo | 12 de septiembre |                |                |
| Sport Loreto     | 1 - 1          | Ayacucho FC         | Aliardo Soria                                | 12 de septiembre |                |                |
| San Martín       | 0 - 3          | Deportivo Municipal | Miguel Grau                                  | 12 de septiembre |                |                |
| Real Garcilaso   | 0 - 1          | Cienciano           | Garcilaso de la Vega                         | 13 de septiembre |                |                |
| Juan Aurich      | 1 - 2          | César Vallejo       | César Flores Marigorda                       | 13 de septiembre |                |                |
| Universitario    | 3 - 0          | UTC                 | Archivo:Bandera de Lima.svg Monumental       | 13 de septiembre |                |                |
| Equipo Libre:    | Unión Comercio | Unión Comercio      | Unión Comercio                               | Unión Comercio   | Unión Comercio | Unión Comercio |

| Alianza Atlético    | 2 - 2       | Unión Comercio   | Coloso de la Frontera                            | 15 de septiembre |             |             |
| Deportivo Municipal | 2 - 0       | León de Huánuco  | Archivo:Bandera de Lima.svg Iván Elías Moreno    | 15 de septiembre |             |             |
| FBC Melgar          | 3 - 0       | Real Garcilaso   | Monumental UNSA                                  | 15 de septiembre |             |             |
| Cienciano           | 5 - 0       | Sport Loreto     | Garcilaso de la Vega                             | 16 de septiembre |             |             |
| UTC                 | 1 - 2       | Sporting Cristal | Héroes de San Ramón                              | 16 de septiembre |             |             |
| Alianza Lima        | 1 - 0       | Sport Huancayo   | Archivo:Bandera de Lima.svg Alejandro Villanueva | 16 de septiembre |             |             |
| César Vallejo       | 1 - 2       | San Martín       | Mansiche                                         | 16 de septiembre |             |             |
| Ayacucho FC         | 3 - 3       | Universitario    | Ciudad de Cumaná                                 | 23 de septiembre |             |             |
| Equipo Libre:       | Juan Aurich | Juan Aurich      | Juan Aurich                                      | Juan Aurich      | Juan Aurich | Juan Aurich |

| Unión Comercio   | 4 - 0            | UTC                 | Regional IPD                                 | 19 de septiembre |                  |                  |
| Sporting Cristal | 3 - 1            | Ayacucho FC         | Archivo:Bandera de Lima.svg Alberto Gallardo | 19 de septiembre |                  |                  |
| Sport Loreto     | 1 - 1            | FBC Melgar          | Aliardo Soria                                | 19 de septiembre |                  |                  |
| Real Garcilaso   | 2 - 1            | Alianza Lima        | Garcilaso de la Vega                         | 20 de septiembre |                  |                  |
| Sport Huancayo   | 5 - 2            | Deportivo Municipal | Huancayo                                     | 20 de septiembre |                  |                  |
| Universitario    | 1 - 0            | Cienciano           | Archivo:Bandera de Lima.svg Monumental       | 20 de septiembre |                  |                  |
| León de Huánuco  | 2 - 1            | César Vallejo       | Heraclio Tapia                               | 21 de septiembre |                  |                  |
| San Martín       | 0 - 2            | Juan Aurich         | Miguel Grau                                  | 21 de septiembre |                  |                  |
| Equipo Libre:    | Alianza Atlético | Alianza Atlético    | Alianza Atlético                             | Alianza Atlético | Alianza Atlético | Alianza Atlético |

| UTC                 | 0 - 0      | Alianza Atlético | Héroes de San Ramón                              | 25 de septiembre |            |            |
| Ayacucho FC         | 1 - 0      | Unión Comercio   | Ciudad de Cumaná                                 | 26 de septiembre |            |            |
| Deportivo Municipal | 4 - 1      | Real Garcilaso   | Archivo:Bandera de Lima.svg Iván Elías Moreno    | 26 de septiembre |            |            |
| César Vallejo       | 3 - 1      | Sport Huancayo   | Mansiche                                         | 26 de septiembre |            |            |
| FBC Melgar          | 0 - 0      | Universitario    | Monumental UNSA                                  | 26 de septiembre |            |            |
| Juan Aurich         | 2 - 0      | León de Huánuco  | César Flores Marigorda                           | 27 de septiembre |            |            |
| Cienciano           | 1 - 0      | Sporting Cristal | Garcilaso de la Vega                             | 27 de septiembre |            |            |
| Alianza Lima        | 1 - 1      | Sport Loreto     | Archivo:Bandera de Lima.svg Alejandro Villanueva | 27 de septiembre |            |            |
| Equipo Libre:       | San Martín | San Martín       | San Martín                                       | San Martín       | San Martín | San Martín |

| Alianza Atlético | 2 - 1 | Ayacucho FC         | Melanio Coloma                               | 29 de septiembre |     |     |
| Real Garcilaso   | 2 - 1 | César Vallejo       | Garcilaso de la Vega                         | 29 de septiembre |     |     |
| Unión Comercio   | 2 - 0 | Cienciano           | Regional IPD                                 | 30 de septiembre |     |     |
| Sport Loreto     | 1 - 0 | Deportivo Municipal | Aliardo Soria                                | 30 de septiembre |     |     |
| León de Huánuco  | 0 - 6 | San Martín          | Heraclio Tapia                               | 1 de octubre     |     |     |
| Sport Huancayo   | 2 - 2 | Juan Aurich         | Huancayo                                     | 15 de octubre    |     |     |
| Universitario    | 0 - 2 | Alianza Lima        | Archivo:Bandera de Lima.svg Monumental       | 15 de noviembre  |     |     |
| Sporting Cristal | 1 - 0 | FBC Melgar          | Archivo:Bandera de Lima.svg Alberto Gallardo | 24 de noviembre  |     |     |
| Equipo Libre:    | UTC   | UTC                 | UTC                                          | UTC              | UTC | UTC |

| Ayacucho FC         | 1 - 0           | UTC              | Ciudad de Cumaná                                 | 3 de octubre    |                 |                 |
| Cienciano           | 3 - 2           | Alianza Atlético | Garcilaso de la Vega                             | 4 de octubre    |                 |                 |
| FBC Melgar          | 1 - 2           | Unión Comercio   | Monumental UNSA                                  | 4 de octubre    |                 |                 |
| Deportivo Municipal | 2 - 2           | Universitario    | Archivo:Bandera de Lima.svg Iván Elías Moreno    | 4 de octubre    |                 |                 |
| Juan Aurich         | 2 - 1           | Real Garcilaso   | César Flores Marigorda                           | 25 de noviembre |                 |                 |
| San Martín          | 2 - 1           | Sport Huancayo   | Miguel Grau                                      | 25 de noviembre |                 |                 |
| César Vallejo       | 4 - 0           | Sport Loreto     | Mansiche                                         | 25 de noviembre |                 |                 |
| Alianza Lima        | 0 - 0           | Sporting Cristal | Archivo:Bandera de Lima.svg Alejandro Villanueva | 26 de noviembre |                 |                 |
| Equipo Libre:       | León de Huánuco | León de Huánuco  | León de Huánuco                                  | León de Huánuco | León de Huánuco | León de Huánuco |

| Alianza Atlético | 1 - 4       | FBC Melgar          | Melanio Coloma                               | 16 de octubre |             |             |
| UTC              | 0 - 1       | Cienciano           | Héroes de San Ramón                          | 16 de octubre |             |             |
| Sport Huancayo   | 4 - 1       | León de Huánuco     | Huancayo                                     | 17 de octubre |             |             |
| Sporting Cristal | 2 - 1       | Deportivo Municipal | Archivo:Bandera de Lima.svg Alberto Gallardo | 17 de octubre |             |             |
| Sport Loreto     | 3 - 0       | Juan Aurich         | Aliardo Soria                                | 17 de octubre |             |             |
| Real Garcilaso   | 1 - 2       | San Martín          | Garcilaso de la Vega                         | 18 de octubre |             |             |
| Unión Comercio   | 1 - 2       | Alianza Lima        | Regional IPD                                 | 18 de octubre |             |             |
| Universitario    | 3 - 0       | César Vallejo       | Archivo:Bandera de Lima.svg Monumental       | 18 de octubre |             |             |
| Equipo Libre:    | Ayacucho FC | Ayacucho FC         | Ayacucho FC                                  | Ayacucho FC   | Ayacucho FC | Ayacucho FC |

| León de Huánuco     | 3 - 0          | Real Garcilaso   | Heraclio Tapia                                   | 20 de octubre   |                |                |
| Deportivo Municipal | 3 - 2          | Unión Comercio   | Archivo:Bandera de Lima.svg Iván Elías Moreno    | 20 de octubre   |                |                |
| FBC Melgar          | 3 - 1          | UTC              | Monumental UNSA                                  | 20 de octubre   |                |                |
| César Vallejo       | 3 - 1          | Sporting Cristal | Mansiche                                         | 20 de octubre   |                |                |
| Juan Aurich         | 1 - 0          | Universitario    | César Flores Marigorda                           | 21 de octubre   |                |                |
| San Martín          | 3 - 0          | Sport Loreto     | Miguel Grau                                      | 21 de octubre   |                |                |
| Alianza Lima        | 1 - 1          | Alianza Atlético | Archivo:Bandera de Lima.svg Alejandro Villanueva | 21 de octubre   |                |                |
| Cienciano           | 2 - 2          | Ayacucho FC      | Garcilaso de la Vega                             | 15 de noviembre |                |                |
| Equipo Libre:       | Sport Huancayo | Sport Huancayo   | Sport Huancayo                                   | Sport Huancayo  | Sport Huancayo | Sport Huancayo |

| Ayacucho FC      | 0 - 0     | FBC Melgar          | Ciudad de Cumaná                             | 24 de octubre |           |           |
| UTC              | 2 - 2     | Alianza Lima        | Héroes de San Ramón                          | 24 de octubre |           |           |
| Sport Loreto     | 3 - 2     | León de Huánuco     | Aliardo Soria                                | 24 de octubre |           |           |
| Universitario    | 2 - 3     | San Martín          | Archivo:Bandera de Lima.svg Monumental       | 24 de octubre |           |           |
| Real Garcilaso   | 2 - 3     | Sport Huancayo      | Garcilaso de la Vega                         | 25 de octubre |           |           |
| Unión Comercio   | 3 - 1     | César Vallejo       | Regional IPD                                 | 25 de octubre |           |           |
| Alianza Atlético | 1 - 1     | Deportivo Municipal | Melanio Coloma                               | 25 de octubre |           |           |
| Sporting Cristal | 4 - 2     | Juan Aurich         | Archivo:Bandera de Lima.svg Alberto Gallardo | 25 de octubre |           |           |
| Equipo Libre:    | Cienciano | Cienciano           | Cienciano                                    | Cienciano     | Cienciano | Cienciano |

| Sport Huancayo      | 3 - 0          | Sport Loreto     | Huancayo                                         | 27 de octubre  |                |                |
| León de Huánuco     | 0 - 0          | Universitario    | Heraclio Tapia                                   | 27 de octubre  |                |                |
| César Vallejo       | 2 - 4          | Alianza Atlético | Mansiche                                         | 27 de octubre  |                |                |
| Alianza Lima        | 0 - 1          | Ayacucho FC      | Archivo:Bandera de Lima.svg Alejandro Villanueva | 27 de octubre  |                |                |
| Juan Aurich         | 2 - 0          | Unión Comercio   | César Flores Marigorda                           | 28 de octubre  |                |                |
| Deportivo Municipal | 2 - 0          | UTC              | Archivo:Bandera de Lima.svg Iván Elías Moreno    | 28 de octubre  |                |                |
| FBC Melgar          | 1 - 0          | Cienciano        | Monumental UNSA                                  | 28 de octubre  |                |                |
| San Martín          | 0 - 1          | Sporting Cristal | Miguel Grau                                      | 28 de octubre  |                |                |
| Equipo Libre:       | Real Garcilaso | Real Garcilaso   | Real Garcilaso                                   | Real Garcilaso | Real Garcilaso | Real Garcilaso |

| UTC              | 0 - 3      | César Vallejo       | Héroes de San Ramón                          | 30 de octubre  |            |            |
| Ayacucho FC      | 1 - 2      | Deportivo Municipal | Ciudad de Cumaná                             | 31 de octubre  |            |            |
| Alianza Atlético | 4 - 4      | Juan Aurich         | Melanio Coloma                               | 31 de octubre  |            |            |
| Sporting Cristal | 7 - 1      | León de Huánuco     | Archivo:Bandera de Lima.svg Alberto Gallardo | 31 de octubre  |            |            |
| Sport Loreto     | 3 - 0      | Real Garcilaso      | Aliardo Soria                                | 31 de octubre  |            |            |
| Cienciano        | 4 - 3      | Alianza Lima        | Garcilaso de la Vega                         | 1 de noviembre |            |            |
| Unión Comercio   | 4 - 2      | San Martín          | Regional IPD                                 | 1 de noviembre |            |            |
| Universitario    | 2 - 3      | Sport Huancayo      | Archivo:Bandera de Lima.svg Monumental       | 1 de noviembre |            |            |
| Equipo Libre:    | FBC Melgar | FBC Melgar          | FBC Melgar                                   | FBC Melgar     | FBC Melgar | FBC Melgar |

| Deportivo Municipal | 0 - 0        | Cienciano        | Archivo:Bandera de Lima.svg Iván Elías Moreno    | 3 de noviembre |              |              |
| César Vallejo       | 1 - 1        | Ayacucho FC      | Mansiche                                         | 3 de noviembre |              |              |
| León de Huánuco     | 0 - 4        | Unión Comercio   | Heraclio Tapia                                   | 4 de noviembre |              |              |
| Real Garcilaso      | 1 - 3        | Universitario    | Garcilaso de la Vega                             | 4 de noviembre |              |              |
| San Martín          | 3 - 0        | Alianza Atlético | Miguel Grau                                      | 4 de noviembre |              |              |
| Alianza Lima        | 0 - 1        | FBC Melgar       | Archivo:Bandera de Lima.svg Alejandro Villanueva | 4 de noviembre |              |              |
| Sport Huancayo      | 1 - 1        | Sporting Cristal | Huancayo                                         | 5 de noviembre |              |              |
| Juan Aurich         | 3 - 0        | UTC              | César Flores Marigorda                           | 5 de noviembre |              |              |
| Equipo Libre:       | Sport Loreto | Sport Loreto     | Sport Loreto                                     | Sport Loreto   | Sport Loreto | Sport Loreto |

| Cienciano        | 2 - 1        | César Vallejo       | Garcilaso de la Vega                         | 7 de noviembre |              |              |
| Sporting Cristal | 6 - 0        | Real Garcilaso      | Archivo:Bandera de Lima.svg Alberto Gallardo | 7 de noviembre |              |              |
| Alianza Atlético | 2 - 1        | León de Huánuco     | Coloso de la Frontera                        | 7 de noviembre |              |              |
| FBC Melgar       | 2 - 0        | Deportivo Municipal | Monumental UNSA                              | 7 de noviembre |              |              |
| Unión Comercio   | 4 - 2        | Sport Huancayo      | Regional IPD                                 | 8 de noviembre |              |              |
| Ayacucho FC      | 7 - 3        | Juan Aurich         | Ciudad de Cumaná                             | 8 de noviembre |              |              |
| UTC              | 0 - 5        | San Martín          | Héroes de San Ramón                          | 8 de noviembre |              |              |
| Universitario    | 1 - 0        | Sport Loreto        | Archivo:Bandera de Lima.svg Monumental       | 8 de noviembre |              |              |
| Equipo Libre:    | Alianza Lima | Alianza Lima        | Alianza Lima                                 | Alianza Lima   | Alianza Lima | Alianza Lima |

| León de Huánuco     | 2 - 1         | UTC              | Heraclio Tapia                                | 20 de noviembre |               |               |
| San Martín          | 5 - 0         | Ayacucho FC      | Miguel Grau                                   | 20 de noviembre |               |               |
| Sport Huancayo      | 6 - 2         | Alianza Atlético | Huancayo                                      | 21 de noviembre |               |               |
| Sport Loreto        | 1 - 3         | Sporting Cristal | Aliardo Soria                                 | 21 de noviembre |               |               |
| César Vallejo       | 1 - 0         | FBC Melgar       | Mansiche                                      | 21 de noviembre |               |               |
| Real Garcilaso      | 3 - 3         | Unión Comercio   | Garcilaso de la Vega                          | 22 de noviembre |               |               |
| Juan Aurich         | 3 - 2         | Cienciano        | César Flores Marigorda                        | 22 de noviembre |               |               |
| Deportivo Municipal | 2 - 2         | Alianza Lima     | Archivo:Bandera de Lima.svg Iván Elías Moreno | 22 de noviembre |               |               |
| Equipo Libre:       | Universitario | Universitario    | Universitario                                 | Universitario   | Universitario | Universitario |

| Alianza Atlético | 2 - 1               | Real Garcilaso      | Melanio Coloma                                   | 29 de noviembre     |                     |                     |
| FBC Melgar       | 3 - 0               | Juan Aurich         | Monumental UNSA                                  | 29 de noviembre     |                     |                     |
| Ayacucho FC      | 4 - 2               | León de Huánuco     | Ciudad de Cumaná                                 | 29 de noviembre     |                     |                     |
| UTC              | 1 - 2               | Sport Huancayo      | Héroes de San Ramón                              | 29 de noviembre     |                     |                     |
| Alianza Lima     | 2 - 1               | César Vallejo       | Archivo:Bandera de Lima.svg Alejandro Villanueva | 29 de noviembre     |                     |                     |
| Cienciano        | 1 - 1               | San Martín          | Garcilaso de la Vega                             | 29 de noviembre     |                     |                     |
| Unión Comercio   | 6 - 0               | Sport Loreto        | Regional IPD                                     | 29 de noviembre     |                     |                     |
| Sporting Cristal | 2 - 3               | Universitario       | Archivo:Bandera de Lima.svg Estadio Nacional     | 29 de noviembre     |                     |                     |
| Equipo Libre:    | Deportivo Municipal | Deportivo Municipal | Deportivo Municipal                              | Deportivo Municipal | Deportivo Municipal | Deportivo Municipal |

|                                                                            |
| Campeón                                                                    |
| Universidad San Martín de Porres 2.do título Torneo de Promoción y Reserva |

## Tabla acumulada
| Pos. | Equipo              |            | PJ | PG | PE | PP | GF | GC | Dif. | Pts. |
| ---- | ------------------- | ---------- | -- | -- | -- | -- | -- | -- | ---- | ---- |
| 1º   | Melgar              | Se mantuvo | 32 | 19 | 6  | 7  | 61 | 26 | +35  | 63   |
| 2º   | Unión Comercio      | Se mantuvo | 32 | 20 | 3  | 9  | 72 | 44 | +29  | 63   |
| 3º   | Sporting Cristal    | Se mantuvo | 32 | 17 | 6  | 9  | 61 | 41 | +20  | 57   |
| 4º   | San Martín          | Se mantuvo | 32 | 16 | 8  | 8  | 54 | 36 | +18  | 56   |
| 5º   | Deportivo Municipal | Se mantuvo | 32 | 16 | 8  | 8  | 53 | 35 | +18  | 56   |
| 6º   | Universitario       | Se mantuvo | 32 | 16 | 7  | 9  | 44 | 30 | +14  | 55   |
| 7º   | Sport Huancayo      | Se mantuvo | 32 | 14 | 7  | 11 | 61 | 51 | +10  | 49   |
| 8º   | Ayacucho FC         | Se mantuvo | 32 | 12 | 8  | 12 | 53 | 41 | +12  | 44   |
| 9º   | Juan Aurich         | Se mantuvo | 32 | 12 | 8  | 12 | 54 | 55 | -1   | 44   |
| 10º  | Cienciano           | Se mantuvo | 32 | 11 | 10 | 11 | 43 | 43 | 0    | 43   |
| 11º  | Alianza Lima        | Se mantuvo | 32 | 9  | 12 | 11 | 37 | 38 | -1   | 39   |
| 12º  | Real Garcilaso      | Se mantuvo | 32 | 11 | 2  | 19 | 44 | 61 | -17  | 35   |
| 13º  | Alianza Atlético    | Se mantuvo | 32 | 8  | 10 | 14 | 43 | 65 | -22  | 34   |
| 14º  | Sport Loreto        | Se mantuvo | 32 | 9  | 6  | 17 | 42 | 64 | -22  | 33   |
| 15º  | César Vallejo       | Se mantuvo | 32 | 8  | 8  | 16 | 35 | 48 | -13  | 32   |
| 16º  | León de Huánuco     | Se mantuvo | 32 | 8  | 6  | 18 | 34 | 74 | -42  | 30   |
| 17º  | UTC                 | Se mantuvo | 32 | 7  | 3  | 22 | 29 | 69 | -40  | 24   |

|  | Clasificado a la fase de grupos de la Copa Libertadores Sub-20 de 2016. |

## Resultados
|                  | AL  | CIE | MEL | AYA | AUR | LHU | MUN | RG  | SL  | SHU | SC  | UC  | UCV | USM | UTC | U   | AA  |
| ---------------- | --- | --- | --- | --- | --- | --- | --- | --- | --- | --- | --- | --- | --- | --- | --- | --- | --- |
| Alianza Lima     |     | 1-1 | 0-1 | 0-1 | 1-0 | 0-0 | 1-1 | 1-0 | 1-1 | 1-0 | 0-0 | 0-2 | 2-1 | 0-1 | 3-0 | 0-1 | 1-1 |
| Cienciano        | 4-3 |     | 1-5 | 2-2 | 3-0 | 3-0 | 0-1 | 2-2 | 5-0 | 0-2 | 1-0 | 2-3 | 2-1 | 1-1 | 1-0 | 1-0 | 3-2 |
| FBC Melgar       | 3-1 | 1-0 |     | 2-1 | 3-0 | 1-1 | 2-0 | 3-0 | 3-1 | 4-0 | 3-1 | 1-2 | 0-1 | 4-0 | 3-1 | 0-0 | 3-2 |
| Ayacucho FC      | 1-2 | 4-1 | 0-0 |     | 7-3 | 4-2 | 1-2 | 2-1 | 3-0 | 4-0 | 1-2 | 1-0 | 0-0 | 0-1 | 1-0 | 3-3 | 6-0 |
| Juan Aurich      | 1-1 | 2-2 | 2-1 | 1-1 |     | 2-0 | 1-2 | 2-1 | 3-1 | 4-1 | 1-0 | 2-0 | 1-2 | 1-1 | 3-0 | 1-0 | 0-1 |
| León de Huánuco  | 3-1 | 2-1 | 1-4 | 1-3 | 3-3 |     | 0-4 | 3-0 | 0-1 | 0-3 | 1-0 | 0-4 | 2-1 | 0-6 | 2-1 | 0-0 | 2-1 |
| Dep. Municipal   | 2-2 | 0-0 | 0-1 | 1-0 | 1-1 | 2-0 |     | 4-1 | 2-2 | 3-0 | 1-1 | 3-2 | 3-1 | 2-0 | 2-0 | 2-2 | 1-0 |
| Real Garcilaso   | 0-1 | 2-1 | 2-3 | 1-0 | 3-1 | 5-0 | 3-1 |     | 3-0 | 2-3 | 0-2 | 1-1 | 2-1 | 1-2 | 1-0 | 1-3 | 3-1 |
| Sport Loreto     | 2-2 | 2-0 | 1-1 | 1-1 | 3-0 | 3-2 | 1-0 | 3-0 |     | 2-0 | 1-3 | 2-4 | 2-0 | 1-3 | 5-1 | 0-1 | 0-1 |
| Sport Huancayo   | 1-0 | 1-1 | 1-1 | 1-1 | 2-2 | 4-1 | 5-2 | 1-2 | 3-0 |     | 1-1 | 1-1 | 5-1 | 1-1 | 6-0 | 2-1 | 6-2 |
| Sporting Cristal | 2-2 | 1-1 | 1-0 | 3-1 | 4-2 | 7-1 | 2-1 | 6-0 | 4-3 | 1-2 |     | 2-1 | 3-0 | 2-1 | 0-3 | 2-3 | 2-2 |
| Unión Comercio   | 1-2 | 2-0 | 0-3 | 2-1 | 2-0 | 3-2 | 3-2 | 3-1 | 6-0 | 4-2 | 2-4 |     | 3-1 | 4-2 | 4-0 | 0-1 | 3-0 |
| U. César Vallejo | 0-2 | 1-1 | 2-1 | 1-1 | 1-1 | 0-0 | 1-2 | 1-0 | 4-0 | 3-1 | 1-0 | 1-2 |     | 1-2 | 1-1 | 0-1 | 2-4 |
| U. San Martín    | 0-0 | 1-1 | 3-2 | 5-0 | 0-2 | 0-0 | 0-3 | 2-1 | 3-0 | 2-1 | 0-1 | 2-3 | 1-1 |     | 2-0 | 0-0 | 3-0 |
| UTC              | 2-2 | 0-1 | 1-0 | 1-0 | 4-3 | 2-3 | 0-2 | 4-0 | 3-2 | 1-2 | 1-2 | 0-2 | 0-3 | 0-5 |     | 0-3 | 0-0 |
| Universitario    | 0-2 | 1-0 | 0-0 | 0-1 | 0-4 | 3-1 | 1-0 | 0-2 | 1-0 | 2-3 | 2-0 | 2-0 | 3-0 | 2-3 | 3-0 |     | 3-0 |
| Alianza Atlético | 3-2 | 1-1 | 1-4 | 2-1 | 4-4 | 2-1 | 1-1 | 2-1 | 2-2 | 1-0 | 0-1 | 2-2 | 1-2 | 2-3 | 2-3 | 2-2 |     |